# Alue Berawe
Alue Berawe is een bestuurslaag in het regentschap Langsa van de provincie Atjeh, Indonesië. Alue Berawe telt 3282 inwoners (volkstelling 2010).